# Kragdunbena
Kragdunbena (Eriocnemis isabellae) är en nyligen beskriven och akut utrotningshotad fågel i familjen kolibrier. Den förekommer i ett enda bergsområde i Colombia.

## Utseende
Hanen är grönsvart med gnistrande blågrön övergump. Stjärten är blåsvart, stjärtens underdel blåviolett och vid fötterna syns de för släktet karakteristiska vita fjädertofsarna. Den skiljer sig från sina släktingar genom sin blåviolett och grönfärgade halskrage. Honan liknar glitterdunbena och svartbröstad dunbena, men undersidans fjädrar är mer intensivt rostspetsade, med en turkosfärgad spegling på bukens mitt.

## Utbredning och status
Fågeln förekommer i molnskogen på Serranía del Pinche i sydvästra Cauca, Colombia. Den upptäcktes så sent som 2005 och beskrevs som ny för vetenskapen 2007. IUCN kategoriserar arten som akut hotad.